# Ōmi Satō
Ōmi Satō (japanisch 佐藤 大実 Satō Ōmi; * 22. Dezember 1975 in der Präfektur Iwate) ist ein ehemaliger japanischer Fußballspieler.

## Karriere
Satō erlernte das Fußballspielen in der Jugendmannschaft von Verdy Kawasaki. Seinen ersten Vertrag unterschrieb er 1994 bei den Denso. 1998 wechselte er zum Zweitligisten Sagan Tosu. Für den Verein absolvierte er 204 Spiele. 2006 wechselte er zu Grulla Morioka. Ende 2006 beendete er seine Karriere als Fußballspieler.